# Meteorologica (Aristoteles)

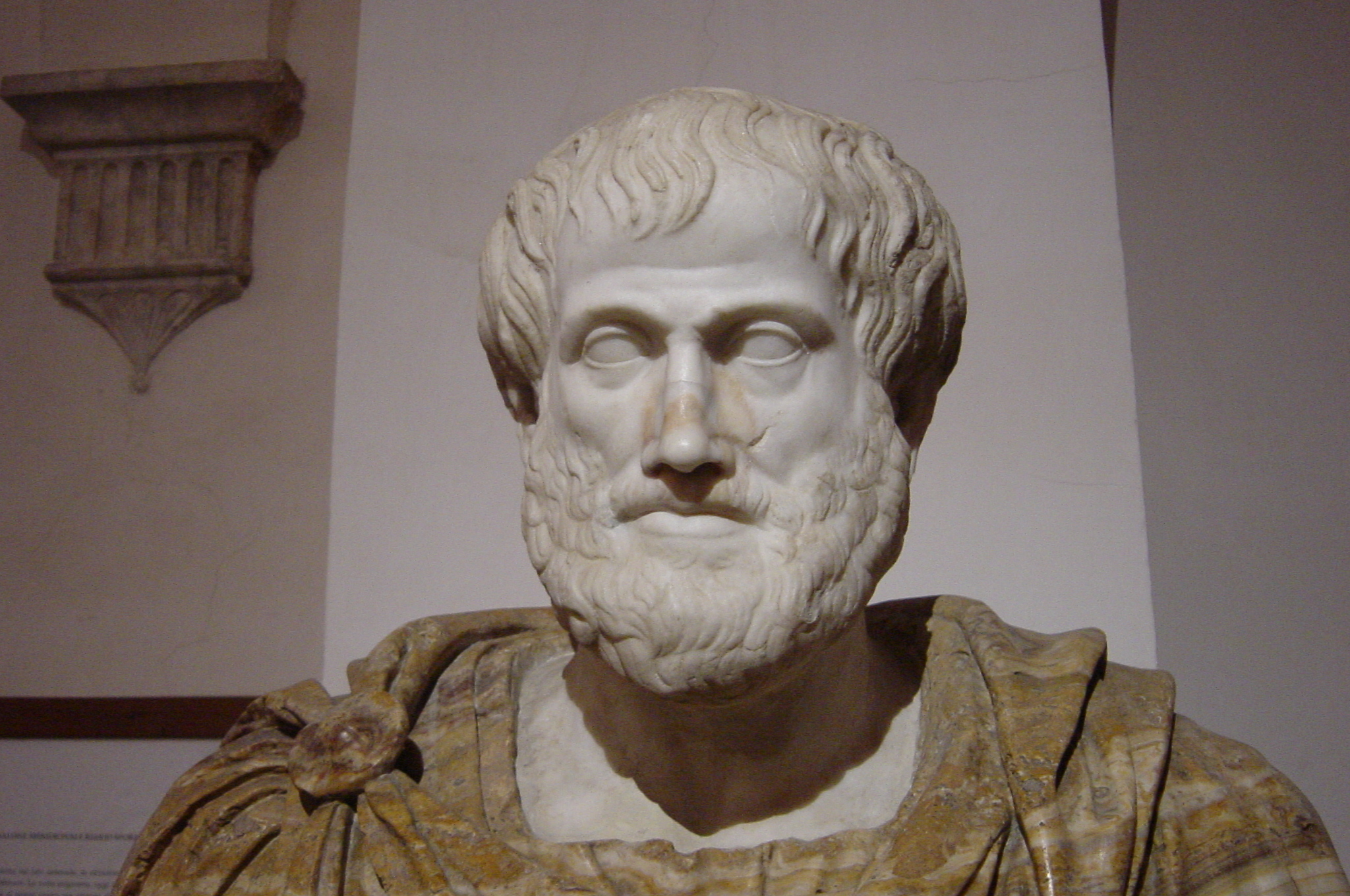
Aristoteles

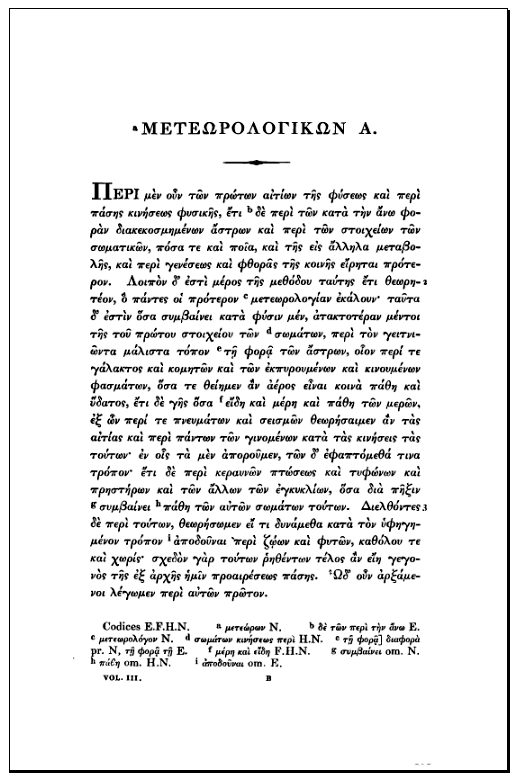
Eerste pagina van de Meteorologica in het Grieks

De Meteorologika (Oudgrieks: Μετεωρολογικά) is een werk over aardwetenschappen, astronomie en meteorologie, geschreven omstreeks 350 v.Chr. door Aristoteles. Het werk bestaat uit vier delen waarin niet alleen meteorologie, maar biedt tevens verklaringen voor aardbevingen,  de Melkweg en vallende sterren en verdamping van water. Tot in de middeleeuwen gold het als een standaardwerk.

## Belang

Meteorologica

Het werk is van groot belang omdat het een heel vroeg stadium vormt van het denken over natuurwetenschappen. In dit werk worden de vier elementen gepostuleerd, worden voor de eerste keer meteorologische, geologische en hydrologische verschijnselen onderzocht alsmede wolkenvorming met verdamping van water. Ook beschrijft Aristoteles de aarde als een bolvormig lichaam en noemt hij concepten als lithosfeer, hydrosfeer, atmosfeer en de ruimte, die hij sfeer van vuur noemt.